# آلفا رومئو اسکارابو
آلفا رومئو اسکارابو (انگلیسی: Alfa Romeo Scarabeo) یک نمونه اولیه خودروی اسپورت بود که توسط فرانکو اسکاگلیونه طراحی و توسط برتون در سال ۱۹۶۶ ساخته شد. این خودرو بر اساس شاسی آلفا رومئو جولیا GT ساخته شده بود و دارای طراحی منحصر به فرد و آینده نگر برای زمان خود بود. نام "Scarabeo" در زبان ایتالیایی به معنای "سوسک" است و شکل خودرو از بال‌های این حشره الهام گرفته شده‌است.
Scarabeo از یک موتور ۱٫۶ لیتری چهار سیلندر استفاده می‌کرد که ۱۰۹ اسب بخار قدرت داشت. این خودرو قرار بود یک خودروی اسپرت با کارایی بالا باشد، اما متأسفانه هرگز به تولید نرسید. تنها یک نمونه اولیه ساخته شد و در حال حاضر در مجموعه موزه استوریکو آلفارومئو در ایتالیا قرار دارد.
با وجود عمر کوتاهش، Scarabeo توجه علاقه مندان و طراحان خودرو را به خود جلب کرد و الهام بخش بسیاری از طرح‌های خودروهای اسپرت آینده بود. طراحی منحصر به فرد و فناوری پیشرفته این خودرو، آن را به بخشی مهم از تاریخ و میراث آلفارومئو تبدیل کرده‌است.